# La Mouille
La Mouille là một xã trong vùng hành chính Franche-Comté, thuộc tỉnh Jura, quận Saint-Claude, tổng Morez. Tọa độ địa lý của xã là 46° 30' vĩ độ bắc, 05° 58' kinh độ đông. La Mouille nằm trên độ cao trung bình là 913 mét trên mực nước biển, có điểm thấp nhất là 600 mét và điểm cao nhất là 1105 mét. Xã có diện tích 8.06 km², dân số vào thời điểm 1999 là 287 người; mật độ dân số là 36 người/km².

## Thông tin nhân khẩu
| 1962 | 1968 | 1975 | 1982 | 1990 | 1999 |
| ---- | ---- | ---- | ---- | ---- | ---- |
| 183  | 214  | 209  | 230  | 243  | 287  |

## Địa điểm tham quan
Nhà thờ của La Mouille được xây dựng trong thế kỉ thứ 18 và cải tạo trong thế kỉ thứ 19.